# 黒木アリサ
黒木 アリサ（くろき ありさ、1985年10月15日 - ）は、日本のAV女優。
身長：163cm 、スリーサイズ：B96・W58・H85 、Gカップ。

## 略歴
東京都出身。2008年6月に「New Comer」でマックス・エーよりAVデビュー。

## 人物
- 趣味：料理
- 特技：陸上競技

## アダルトビデオ
2008年
- New Comer（6月13日、マックス・エー）
- MAX GIRLS 6 ビキニ編（6月13日 マックス・エー）
- 挑発する極上BODY （7月11日 マックス・エー）
- MAX GIRLS 7 オリンピック編（7月11日 マックス・エー）
- 乳喰い。 誘う胸、淫らなカラダ（8月8日 マックス・エー）
- MAX GIRLS 8 浴衣編（8月8日 マックス・エー）
- 女教師狩りin黒木アリサ（9月12日 マックス・エー）
- MAX GIRLS9 ストッキング編（9月12日 マックス・エー）
- MAX GIRLS10 チアガール編（10月10日 マックス・エー）
- 連続絶頂イカせFUCK 黒木アリサ（10月24日 マックス・エー）
- MAX GIRLS 11（11月14日 マックス・エー）
- このエロいカラダを汁まみれにする（11月28日 マックス・エー）
- MAX GIRLS Anniversary 2枚組8時間130連発ッ!!（12月5日 マックス・エー）
- MAX GIRLS12（12月12日 マックス・エー）
- 南国ビーチで極限までハメ倒す（12月26日 マックス・エー）
- I　Love New Comer（12月26日 マックス・エー）

2009年
- MAX GIRLS 13　顔射祭（1月9日 マックス・エー）
- 制服狩り（1月23日 マックス・エー）
- MAX GIRLS14 騎乗位（2月13日 マックス・エー）
- 監禁ボディドール（2月27日 マックス・エー）
- 巨乳☆美乳20連発!!（2月27日 マックス・エー）
- MAX GIRLS15　拘束×イジメ（3月6日 マックス・エー）
- 鬼ピストンで突きまくる（3月27日 マックス・エー）
- セル初！THE PERFECT BODY（4月25日 美）
- 女子校生とセックスするぞ!!（5月25日 美）
- 極上ボディFUCK!（6月25日 美）
- 痴漢の標的は美人受付嬢（7月25日 美）
- 犯られまくる淫乱女教師22人（8月14日 マックス・エー）
- 犯られまくる淫乱看護師21人（8月14日 マックス・エー）
- 顔射バズーカ!!（8月25日 美）
- 犯られまくる淫乱OL25人（9月25日　マックス・エー）

2010年
- 女のカラダは生意気な腰つきで選ぶ。E-BODY（3月13日、E-BODY）
- 痴女視線（7月1日、ワンズファクトリー）
- 僕の上司は痴女（8月1日、ワンズファクトリー）
- Gカップ女教師 恥辱の校内ザーメン奴隷（8月13日、マルクス兄弟）
- ズッポリ丸呑みディルド騎乗位オナニー（8月13日、マルクス兄弟）
- 馬乗り ディルドーオナニー（9月1日、ワンズファクトリー）
- 高級 黒パンスト美脚フェチ（9月13日、マルクス兄弟）
- ちょっと怖いけどドキドキしちゃう 綺麗なお姉さんに亀頭＆尿道責めされて、禁断の快楽に目覚めたM男たち（10月1日、ワンズファクトリー）

2011年
- カワイイ女の子に見つめられながらフェラされると幸せな気分でビンビンになっちゃいますよネ!（1月15日、ワンズファクトリー）
- 義父に犯された巨乳若妻（3月7日、アタッカーズ）
- 女捜査官アリサ 汚された白い肌（5月7日、アタッカーズ）
- 光と影 姉妹の絆（6月7日、アタッカーズ）
- 不倫溺愛録 Venus.002（7月22日、ワンダフル）
- ぐらつくあの娘と僕の理性（9月25日、WEEKENDER）

2012年
- ご無沙汰ですよ、巨乳未亡人5年ぶりの男根（2月10日、なでしこ）
- NAMANAKA GALS 20（2月24日、ピエロ）